# Liste der größten Gasfelder
Diese Liste führt die weltweit größten Gasfelder auf. Ab einer Größe von 85 Milliarden Kubikmeter spricht man im Englischen von world-class giants, ab 850 Milliarden Kubikmeter von „Supergiganten“. Schiefergasfelder wie die Marcellus-Formation sind hier noch unberücksichtigt; ebenso werden keine Ölfelder berücksichtigt, deren Gas nicht abgefackelt, sondern aufgefangen wird.
| №  | Gasfeld               | Land                                           | Gewinnbare Reserven in Mrd. m³ | Gewinnbare Reserven in Mrd. m³ |
| -- | --------------------- | ---------------------------------------------- | ------------------------------ | ------------------------------ |
| 1  | South-Pars            | Iran und Katar                                 | 35.000                         |                                |
| 2  | Urengoi               | Russland                                       | 6.300                          |                                |
| 3  | Jamburg               | Russland                                       | 3.900                          |                                |
| 4  | Hassi R’Mel           | Algerien                                       | 3.500                          |                                |
| 5  | Stockmann (Schtokman) | Russland                                       | 3.100                          |                                |
| 6  | Galkynysch (Iolatan)  | Turkmenistan                                   | 2.800                          |                                |
| 7  | Sapoljarnoje          | Russland                                       | 2.700                          |                                |
| 8  | Hugoton               | Oklahoma, Kansas und Texas, Vereinigte Staaten | 2.300                          |                                |
| 9  | Slochteren            | bei Groningen, Niederlande                     | 2.100                          |                                |
| 10 | Bowanenko             | Russland                                       | 2.000                          |                                |
| 11 | Medweschje            | Russland                                       | 1.900                          |                                |
| 12 | North-Pars            | Iran                                           | 1.400                          |                                |
| 13 | Döwletabat            | Turkmenistan                                   | 1.300                          |                                |
| 14 | Karatschaganak        | Kasachstan                                     | 1.300                          |                                |
| 15 | Kisch                 | Iran                                           | 1.300                          |                                |
| 16 | Orenburg              | Russland                                       | 1.300                          |                                |
| 17 | Charsawey             | Russland                                       | 1.200                          |                                |
| 18 | Schah Denis           | Aserbaidschan                                  | 1.200                          |                                |
| 19 | Golschan              | Iran                                           | 850                            |                                |
| 20 | Zohr                  | Ägypten                                        | 850                            |                                |
| 21 | Tabnak                | Iran                                           | 620                            |                                |
| 22 | Kangan                | Iran                                           | 570                            |                                |